# Таљабоа Алта (Порторико)
Таљабоа Алта (шп. Tallaboa Alta) град је у америчкој острвској територији Порторико, острвској држави Кариба.

## Демографија
По попису из 2010. године број становника је 1.816, што је 427 (-19,0%) становника мање него 2000. године.
| Група             | 2000.         | 2010.         |
| Белци             | 21 (0,9%)     | 6 (0,3%)      |
| Афроамериканци    | 113 (5,0%)    | 155 (8,5%)    |
| Азијати           | 0 (0,0%)      | 2 (0,1%)      |
| Хиспаноамериканци | 2.222 (99,1%) | 1.810 (99,7%) |
| Укупно            | 2.243         | 1.816         |